# Àcid fític
L'àcid fític, IP6 o hexafosfat d'inositol, o també fitat (en aquest cas, és en forma de sal), és un glúcid que el cos humà no pot sintetitzar, per la qual cosa ha d'ingerir amb la dieta. Es troba sobretot a l'escorça dels cereals, però també als llegums i la fruita seca.
No s'ha de confondre amb l'alcohol inositol.

## Nutrició
Un equip de la Universitat de les Illes Balears, dirigit per en Fèlix Grases, ha estudiat aquesta substància durant més de deu anys i ha arribat a la conclusió que és benèfica per a la salut i indispensable per a una dieta sana. És antioxidant i ajuda a prevenir la formació de càlculs renals, redueix l'aparició de cardiopaties, diabetis i alguns tipus de càncer, com el de mama i el de còlon. També controla el fet que no hi hagi un excés de ferro a les cèl·lules, cosa que podria fer-les malbé, i redueix l'absorció de metalls tòxics o pesants, com el cadmi o l'alumini.
L'àcid fític augmenta les defenses conegudes com a cèl·lules assassines naturals (NK, de natural killer) i redueix el nivell de colesterol a la sang.

## Dermatologia i estètica
Cap al 1995 es va començar a utilitzar tòpicament l'àcid fític per a blanquejar la pell, com que bloca una part del coure i ferro que el cos usa per a la fabricació de melanina. Associat a l'àcid glicòlic o al retinoic, es fa servir per a tractar el melasma epidèrmic. També és un additiu relativament habitual a les cremes hidratants, a les quals aporta estabilitat (data de caducitat més llunyana).

## Tecnologia
L'àcif fític es fa servir en enginyeria dels materials com a additiu anticorrosió per als metalls, per exemple a les carrosseries d'automòbils i en alguns materials de construcció.

## Ciència del menjar
L'àcif fític va ser descobert el 1903. L'àcid fític, majoritàriament com a fitat en forma de fitina, es troba dins dels bucs de les llavors, inclosos fruits secs, grans i llegums. Les tècniques de preparació d'aliments a casa poden descompondre l'àcid fític en tots aquests aliments. Simplement, cuinant els aliments reduireu fins a cert punt l'àcid fític. Els mètodes més efectius són el remull en un medi àcid, la brotació i la fermentació de l'àcid làctic, com ara la pasta de terra i l'adob. No es va observar cap fitat detectable (menys del 0,02% del pes humit) en vegetals com ara escamarlans i fulles de col o en fruites com pomes, taronges, plàtans o peres.
Com a additiu alimentari, l'àcid fític s'utilitza com a conservant, E391.
| Menjar               | [% mínim sec] | [% màxim sec] |
| -------------------- | ------------- | ------------- |
| Llavors de carbassa  | 4.3           | 4.3           |
| Lli                  | 2.15          | 2.78          |
| Sèsam                | 5.36          | 5.36          |
| Llavors de chia      | 0.96          | 1.16          |
| Ametller             | 1.35          | 3.22          |
| Noguera del Brasil   | 1.97          | 6.34          |
| Cocoter              | 0.36          | 0.36          |
| Avellana             | 0.65          | 0.65          |
| Cacauet              | 0.95          | 1.76          |
| Anou                 | 0.98          | 0.98          |
| Dacsa (Blat de moro) | 0.75          | 2.22          |
| Civada               | 0.42          | 1.16          |
| Mel de civada        | 0.89          | 2.40          |
| Arròs integral       | 0.84          | 0.99          |
| Arròs blanc          | 0.14          | 0.60          |
| Blat                 | 0.39          | 1.35          |
| Farina de blat       | 0.25          | 1.37          |
| Germen de cereal     | 0.08          | 1.14          |
| Pa integral sencer   | 0.43          | 1.05          |
| Fajol                | 1.00          | 1.00          |
| Cigró                | 0.56          | 0.56          |
| Llentila             | 0.44          | 0.50          |
| Soia                 | 1.00          | 2.22          |
| Tofu                 | 1.46          | 2.90          |
| Patata               | 0.18          | 0.34          |
| Espinacs             | 0.22          | NR            |
| Alvocat              | 0.51          | 0.51          |

| menjar  | [% pes fresc mínim] | [% pes frenc màxim] |
| ------- | ------------------- | ------------------- |
| Taro    | 0.143               | 0.195               |
| Cassava | 0.114               | 0.152               |

Les castanyes contenen 47 mg d'àcid fític per a 100g.

### Absorció de minerals en la dieta
L'àcid fític té una forta afinitat d'unió amb els minerals dietètics, el calci, el ferro i el zinc, inhibint-ne l'absorció. Els fitoquímics com els polifenols i els tanins també influeixen en la unió. Quan el ferro i el zinc s'uneixen a l'àcid fític, formen precipitats insolubles i són molt menys absorbibles als intestins. Per tant, aquest procés pot contribuir a deficiències de ferro i zinc en persones que les dietes es basen en aquests aliments per a la seva ingesta de minerals, com ara els dels països en desenvolupament i els vegetarians.

### Nutrició humana
Com que l'àcid fític pot afectar l'absorció del ferro, s'ha proposat que la “desfitinació s'hauria de considerar com una estratègia important per millorar la nutrició del ferro durant el període de deslletament”.